# Dream meets Best Hits avex
『dream meets Best Hits avex』（ドリーム・ミーツ・ベスト・ヒッツ・エイベックス）は、女性7人組音楽ユニットdream（現Dream）のカバーアルバム。レーベルはavex trax。2004年12月8日発売。

## 概要
- エイベックスのヒット曲から冬をテーマとした楽曲を選曲
- オリジナルのリリース年代順に収録
- CD1枚の通常盤とドラマCD付きCD2枚組の2形態。CD1枚の初回盤にはステッカー（3種のうち1種）を封入
- ドラマCDはサスペンスホラー的なストーリー

## 収録曲
1. Bomb A Head!（from m.c.A・T）
作詞:m.c.A・T、作曲:富樫明生、編曲:TATOO
2. 寒い夜だから…（from TRF）
作詞・作曲:小室哲哉、編曲:ats-
2012年にDream5がカバーしたものと同編曲者であるが、音源は異なる。
3. 夢見る少女じゃいられない（from 相川七瀬）
作詞・作曲:織田哲郎、編曲:村田昭
4. Can't Stop Fallin' in Love（from globe）
作詞:小室哲哉 & Marc、作曲:小室哲哉、編曲:ats-
5. ILE AIYE～WAになっておどろう～（from AGHARTA）
作詞・作曲:長万部太郎、編曲:TATOO
6. ESCAPE（from MOON CHILD）
作詞・作曲:佐々木收、編曲:村田昭
7. Oasis（from Do As Infinity）
作詞・作曲:D・A・I、編曲:村田昭
8. ℳ（from 浜崎あゆみ）
作詞:浜崎あゆみ、作曲:CREA、編曲:ats-
9. Every Heart -ミンナノキモチ-（from BoA）
作詞:渡辺なつみ、作曲:BOUNCEBACK、編曲:Jin Nakamura
10. I love dream world（dreamの曲）
作詞:dream、飯塚麻純、作曲:萩原慎太郎、編曲:ats-

### ドラマCD
1. 未来の扉
作・演出:鈴木浩介